# Non-lieu en procédure pénale française
Le non-lieu est une décision judiciaire prise par ordonnance du juge d'instruction. Elle provoque l'abandon d'une action judiciaire en cours : l'information judiciaire. Elle survient lorsque les éléments rassemblés par l'enquête ne justifient pas une action plus avant. Le non-lieu se distingue ainsi du classement sans suite, qui résulte du principe de l'opportunité des poursuites, où le parquet décide d'abandonner les poursuites avant le procès.
Le non-lieu en procédure pénale en France est prévu par les articles 177-1 et suivants du Code de procédure pénale. Sous l'Ancien Régime, il s'appelait une « mise hors de cour ».

## Raisons
Plusieurs raisons peuvent aboutir à la prononciation d'un non-lieu :
- lorsque les faits reprochés ne tombent pas sous le coup d'une loi répressive ;
- lorsqu'une prescription est constatée ;
- lorsque les faits ne sont pas constitués ou pas assez caractérisés ;
- en cas d'irresponsabilité pénale du prévenu ;
- lorsque le prévenu meurt ;
- lorsqu'il y a amnistie ;
- Lorsque l'auteur de l'infraction n'est pas identifié.

## Application
En France, le non-lieu est prononcé par le juge d'instruction. Il peut l'être en cours de procédure ou bien à la clôture du dossier sur les réquisitions (requêtes) du procureur. Il pourra également être prononcé lors de l'examen de la plainte avec constitution de partie civile par le juge d'instruction lorsqu'il estime que les faits allégués par la partie civile n'ont vraisemblablement pas été commis.
Le non-lieu est différent de l'acquittement. Ce dernier et la relaxe sont prononcés à l'issue d'un procès, respectivement par la Cour d'assises ou par toute autre juridiction pénale.

## Recours

### Ministère public
Il appartient au Ministère public de contester le non-lieu en faisant appel de l'ordonnance le prononçant auprès de la  chambre de l'instruction de la  Cour d'appel compétente.
Le délai d'appel est fixé à 10 jours.

### Partie civile
Il est donné la possibilité à la partie civile de faire appel de l'ordonnance de non-lieu auprès de la  chambre de l'instruction de la  Cour d'appel compétente.
Le juge peut, avec l'accord ou sur demande de la personne mise en cause, ordonner la publication de l'ordonnance de non-lieu.

### Faits nouveaux
Le Ministère public peut, en cas de découverte de nouveaux éléments, rouvrir le dossier, uniquement quand l'ordonnance de non-lieu est motivée en fait et non en droit. Il s'agit de la reprise de la procédure pour charges nouvelles, de nature à donner aux faits de nouveaux développements utiles à la manifestation de la vérité ou à fortifier les charges qui pesaient sur le mis en examen et qui étaient trop faibles pour justifier un renvoi ou une mise en accusation.

## Effets
La personne mise en examen ou visée par la plainte et qui a bénéficié d'un non-lieu peut, sans préjudice d'une action pour dénonciation calomnieuse, faire une demande de dommages-intérêts devant le tribunal correctionnel où l'affaire a été instruite.
Depuis la loi du 15 juin 2000, il est donné la possibilité au mis en examen de demander à la juridiction de lui verser une indemnité au titre des frais non payés par l'État mais exposés par elle. Cette indemnité est par défaut à la charge de l'État, sauf décision du juge de la transférer à la partie civile quand celle-ci est à l'origine de la mise en mouvement de l'action.